# 사마귀과
사마귀과(Mantidae)는 사마귀목의 하위 과이다. 대부분의 사마귀들이 사마귀과에 속한다.

## 아과
- 사마귀과(Mantidae)[1]
  - Choeradodinae
  - Deromantinae
  - Dystactinae
  - Hierodulinae
  - Mantinae
  - Mellierinae
  - Omomantinae
  - Orthoderinae
  - Stagmomantinae
  - Tenoderinae
  - Vatinae

## 한국의 사마귀과
- 왕사마귀
- 사마귀
- 항라사마귀
- 넓적배사마귀
- 붉은긴가슴넓적배사마귀
- 좀사마귀